# Nesoryzomys swarthi
Nesoryzomys swarthi  (de Engelse namen zijn Santiago Galapagos Mouse of Santiago rice rat) is een knaagdier uit de familie van de Cricetidae. De wetenschappelijke naam van de soort werd voor het eerst geldig gepubliceerd door Orr in 1938. Het is een kwetsbare endemische diersoort op het eiland San Salvador (ook wel Santiago genaamd) van de Galapagoseilanden (Ecuador).

## Kenmerken
Nesoryzomys swarthi heeft het formaat van een klein soort rat of een grote muis, volwassen mannetjes zijn gemiddeld 115 g, vrouwtjes 91 g, het dier is gemiddeld 15 cm lang met een staartlengte van 13 cm. Ze zijn grijsbruin van boven, van onder iets lichter.

## Verspreiding en leefgebied
De soort werd al in 1906 verzameld op het eiland San Salvador (of Santiago) van de Galapagoseilanden, maar pas in 1938 beschreven. Toen werd ervan uitgegaan dat de soort was uitgestorven door concurrentie met de inmiddels ingevoerde zwarte rat (Rattus rattus). In de jaren 1970 leverde veldonderzoek alleen nog maar vondsten van deze rat en de huismuis (Mus musculus) op. In 1997 werd dit knaagdier weer aangetroffen en daarna volgden diverse onderzoeken naar de verspreiding en het voortplantingsgedag. Het leefgebied bestaat uit droog laagland met wat bos, struikgewas en veel inheemse schijfcactussen (Opuntia galapageia). Het dier is alleen 's nachts actief.

## Status
Nesoryzomys swarthi heeft een beperkt verspreidingsgebied en daardoor is de kans op uitsterven aanwezig. De grootte van de wereldpopulatie is niet gekwantificeerd. De populatie wordt bedreigd door concurrentie met ingevoerde knaagdieren zoals de zwarte rat en de huismuis en mogelijk ook door klimaatverandering. Om deze redenen staat dit knaagdier als kwetsbaar op de Rode Lijst van de IUCN.